# Batalha de Tabefarila
A Batalha de Tabefarila (Tabfarilla) foi um conflito militar entre os lantunas e os judalas. Ambas tribos muçulmanas berberes sanhajas do deserto do Saara e outrora aliadas, os lantunas formaram o núcleo dos almorávidas após a separação dos judalas. O emir almorávida Iáia ibne Omar Alantuni foi enviado contra os judalas. A batalha ocorreu em 1056 DC num local chamado Tabefarila perto de Azugui na atual Mauritânia central. Os almorávidas, embora reforçados pelos tacrures, foram derrotados e Iáia foi morto no campo de batalha.